# Медоу-Оукс (Флорида)
Медоу-Оукс (англ. Meadow Oaks) — переписна місцевість (CDP) в США, в окрузі Паско штату Флорида. Населення — 2842 особи (2020).

## Географія
Медоу-Оукс розташований за координатами 28°20′46″ пн. ш. 82°36′10″ зх. д. / 28.34611° пн. ш. 82.60278° зх. д. (28.346190, -82.602840).  За даними Бюро перепису населення США в 2010 році переписна місцевість мала площу 4,29 км², з яких 4,28 км² — суходіл та 0,01 км² — водойми.

## Демографія
Згідно з переписом 2010 року, у переписній місцевості мешкали 2442 особи в 1083 домогосподарствах у складі 713 родин. Густота населення становила 569 осіб/км².  Було 1240 помешкань (289/км²).
Расовий склад населення:
| - 95,2 % — білих - 1,4 % — чорних або афроамериканців - 1,1 % — азіатів - 0,2 % — корінних американців |

До двох чи більше рас належало 1,4 %. Частка іспаномовних становила 6,1 % від усіх жителів.
За віковим діапазоном населення розподілялося таким чином: 16,1 % — особи молодші 18 років, 56,7 % — особи у віці 18—64 років, 27,2 % — особи у віці 65 років та старші. Медіана віку мешканця становила 50,5 року. На 100 осіб жіночої статі у переписній місцевості припадало 89,9 чоловіків;  на 100 жінок у віці від 18 років та старших — 88,6 чоловіків також старших 18 років.
Середній дохід на одне домашнє господарство  становив 47 123 долари США (медіана — 40 705), а середній дохід на одну сім'ю — 48 625 доларів (медіана — 42 464). За межею бідності перебувало 17,9 % осіб, у тому числі 27,9 % дітей у віці до 18 років та 7,8 % осіб у віці 65 років та старших.
Цивільне працевлаштоване населення становило 794 особи. Основні галузі зайнятості: освіта, охорона здоров'я та соціальна допомога — 20,7 %, роздрібна торгівля — 16,1 %, науковці, спеціалісти, менеджери — 13,2 %, будівництво — 13,1 %.